# Головков, Герасим Семёнович
Герасим Семёнович Головков (1863, Одесса — 1909, Берлин) — украинский художник; видный представитель южно-русской школы живописи. Исследователи относят его к младшему поколению одесских живописцев, входивших в Товарищество южнорусских художников практически с момента его основания в 1893 году. Работы художника находятся в музеях и частных коллекциях по всему миру.

## Биография
Герасим Семенович Головков родился 4 (16) марта 1863 года в Одессе в небогатой мещанской семье на Молдаванке — родители его проживали в доме на улице Михайловской, 62. Обучался в Одесской рисовальной школе, где его учителями были Луиджи Доминикович Иорини, Франц Осипович Моранди и Бауэр — мастера, хорошо известные исследователям истории южнорусской школы. В двадцатилетнем возрасте Головков поступает вольнослушателем в Петербургскую академию художеств, где учителем его становится известный живописец Михаил Константинович Клодт, племянник Петра Карловича Клодта. Учеба проходит более чем успешно — в 1886 году Головков награждён малой серебряной медалью, а в 1887 за картину «Вид скал и моря» он получает большую. Но на шестом году обучения из-за тяжелого материального состояния вынужденно оставляет академию и возвращается в Одессу. Свидетельство о незаконченном художественном образовании, которое давало право преподавать в средних учебных заведениях, Головков все же получил — но лишь семь лет спустя.
Вернувшись в Одессу художник вынужден жить в весьма стесненных условиях — после смерти родителей дом отошел его женатому брату, у которого, кроме вернувшегося Головкова, проживают также и родственники жены. Головков продолжает рисовать и привлекает своим творчеством внимание коллег, начинает принимать участие в местных выставках и уже в 1893-м становится полноправным членом Товарищества южнорусских художников, что немного позже поможет ему стать экспонентом на выставках передвижников. Он неоднократно гостит в Виннице у своего друга и коллеги Вячеслава Федоровича Коренева-Новороссийского (этот период в его творчестве впоследствии назовут «винницким»), и именно из Винницы привозит первые свои работы, приковывающие всеобщее внимание свежей и яркой палитрой.
Во время «винницкого» периода Головкова начинают приглашать на «четверги» в доме у Буковецкого (художника, активного деятеля ТЮРХ, мецената, друга Нилуса, Буниных, Куприна) — на «четвергах» (которые кстати позже были перенесены на воскресные дни) за всегда отлично обставленным обедом собирался цвет местной интеллигенции, воспоминания о «мальчишниках» у Буковецкого оставили многие литераторы (в том числе чета Буниных), художники и журналисты (очень интересна принципиальная позиция Буковецкого об участии в «четвергах» только представителей сильного пола, которая сперва была просто прихотью, а позже аргументировалась трагической страницей его личной жизни — жена оставила Буковецкого ради его собственного племянника и забрала с собой дочь, Александр Федоров вывел Буковецкого в романе «Природа» и предсказал его развод). На «четвергах» Головков сдружился с многими представителями одесской интеллигенции и завел связи, которые впоследствии помогли ему войти в семью состоятельных помещиков Панкеевых. В 1898 году он становится домашним учителем у их сына Сергея, (того самого Сергея Панкеева, который станет знаменитым на весь мир пациентом Зигмунда Фрейда «Человеко-волком»). Судя по всему для семьи образованных и состоятельных одесситов он стал не только домашним учителем, но и в какой-то мере другом. Упоминания о дружеском участии Панкеевых в судьбе Головкова встречаются во многих источниках, о многом говорит и тот факт, что спустя десять лет лечение Герасима Семеновича в Берлине будет частично оплачивать Александра Семеновна Панкеева (некоторые исследователи полагают, что Александра Семеновна оплатила лечение полностью).

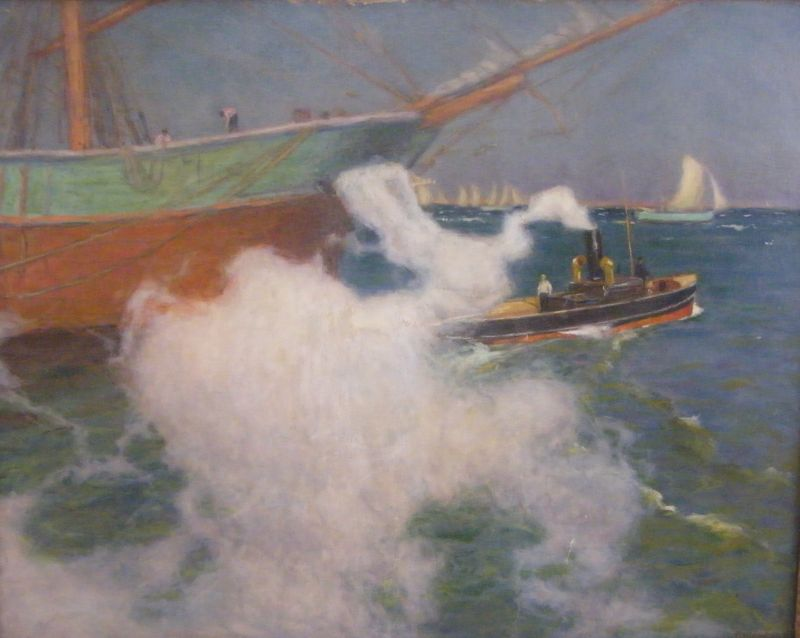
В одесском порту

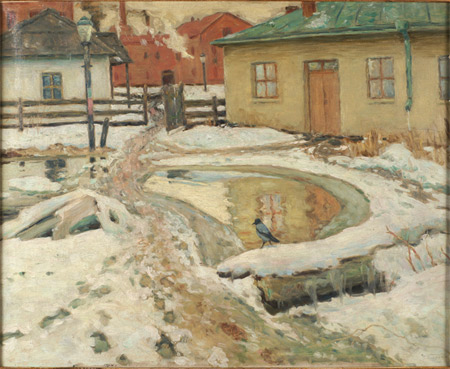
Двор

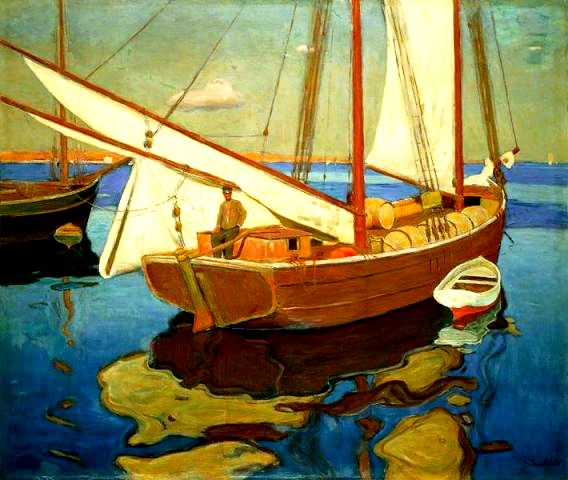
Дубки

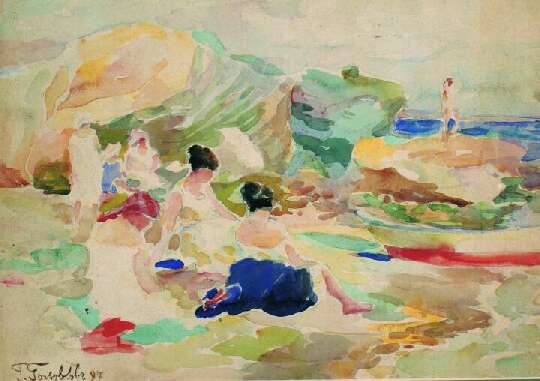
Пляж

В круг ближайших одесских друзей Головкова входили Петр Нилус, Тит Дворников, Николай Дмитриевич Кузнецов, Иосиф Григорьевич Турцевич. Друзья эти впоследствии сыграли не только важную роль в его жизни, но и сделали очень много для сохранения памяти о нем и его творческом наследии.
В 1900 году Головков делает первый шаг к европейской славе. Вместе с группой художников (Н. Кузнецов, Б. Эдуардс, П. Нилус, К. Костанди, Л. Пастернак, Е. Буковецкий) он посещает Всемирную выставку в Париже. Творчество Кузнецова на выставке во второй раз отмечается медалью (в первый раз в 1899) и по возвращении в Одессу Кузнецов, покровительствуя Головкову, приглашает последнего пользоваться студией, располагавшейся на Ланжероне в принадлежавшем Кузнецову доме, построенном как музей современного искусства. Головков неоднократно будет пользоваться этим предложением, какое-то время он даже будет жить у Кузнецова, подписывая свои работы «ланжероновским» адресом. (надо отметить, что первая работа, подписанная Головковым адресом Кузнецова датируется 1899 годом, то есть он периодически бывал и работал в студии на Лажероне с самого момента сближения двух художников).

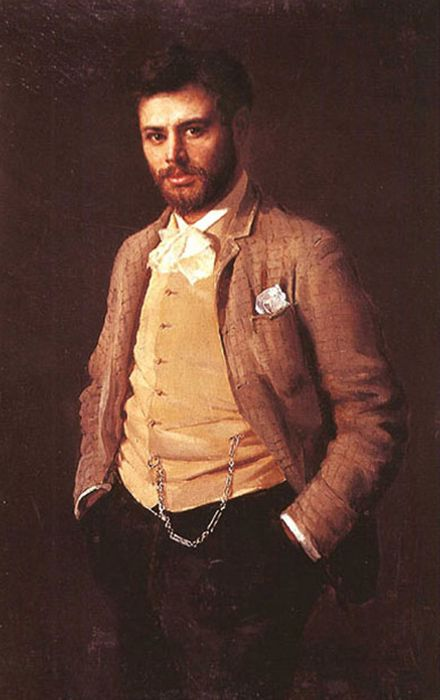
Портрет Головкова Герасима Семеновича. Турцевич И.Г

В 1906 году Головков принимает участие в Парижском Осеннем салоне (в рамках «Выставки русского искусства», организованной Дягилевым), где его работы представлены в одном ряду с работами Серова, Репина, Бенуа, Грабаря и др. В этот же период работы Головкова весьма успешно продаются и на Берлинском сецессионе. Приходит признание — в 1907 году он становится членом Международного союза искусств и литературы.
В 1909 году очередной громкий успех — после участия в Международной выставке в Мюнхене, где Головков был отмечен большой золотой медалью, поступает выгодное предложение выставиться в Штатах. Одесский поклонник творчества Головкова Михаил Ближенский строит на свои средства в Одессе для него студию.
Весной 1908 года у Герасима Семеновича обнаруживаются первые признаки рака горла. Головков обращается к одесским врачам, но то ли сам художник не придал значения заболеванию, то ли виной тому халатность врачей, но должного лечения он не получил. Летом 1909-го ухудшение состояния Головкова стало заметно окружающим, он стал жаловаться на боли при глотании, начал проявляться дефект речи. Оплату операции в Берлинской клинике взяла на себя Александра Панкеева. Дата операции была назначена. Головков выехал в Берлин. Его приятель Георгий Пекаторос в своей статье памяти художника, вышедшей 6 ноября одновременно в «Одесском листке» и «Одесских новостях», приводит текст телеграмм полученных им из Берлина 3 ноября: «Утром я получил посланную накануне телеграмму: „Операция саркомы завтра, состояние хорошее, резекция челюсти“. А придя домой в 4 часа, застал вторую депешу: „Головков умер во время операции, саркома позвоночника. Тейхман“».
3 (16) ноября 1909 года во время операции по удалению саркомы в одной из Берлинских клиник Герасим Семенович Головков скончался.
Тело Головкова было доставлено в Одессу 18 ноября, в тот же день Герасим Семенович был захоронен на Старом христианском кладбище в семейном склепе.
Автором самой обстоятельной статьи о творчестве Головкова, появившейся в одесской прессе среди множества других статей сразу после смерти Герасима Семеновича, выступил Петр Нилус. Именно он ввел используемую по сей день «градацию» периодов в творчестве художника: «Творчество Г. С. Головкова распадается на четыре периода: академический; винницкий, подражательный, и очень короткий (3-4 года), в который Головков написал лучшие свои вещи, как независимый мастер… он окончательно освобождается от влияния своих западных учителей и начинает проявлять особенную выразительность цвета, линий удивительно простыми средствами.»
«Г. С. Головков был истинным художником, любил превыше всего искусство, гнушался теплых казенных местечек. Жизнь его была полна лишений, бедная, печальная, без личного счастья, она согревалась только за мольбертом. Искусство было его единственной радостью; правда, эта радость не раз омрачалась огорчениями, неудачами в Петербурге, Москве, но судьбе было угодно, чтобы Головков умер глубоко удовлетворенный…» добавил в очерке к каталогу посмертной выставки Головкова Петр Нилус.
В 1911 году Николай Кузнецов организовывает посмертную выставку Головкова, собрав экспонаты у одесских коллекционеров, среди которых именитые Руссов и Толстой. В том же году в Одесской рисовальной школе утверждают премию имени Головкова, в одесской прессе выходят многочисленные воспоминания о Головкове, материалы о его творческом наследии и т. п.
Несколько курьезных ситуаций, упоминаемых в многочисленных статьях, вышедших в одесской прессе сразу после смерти художника:
В свой «подражательный» период Головков среди прочих был увлечен творчеством норвежца Таулова (был с ним лично знаком, известно, что они вместе ходили на этюды), его ученика Эдварда Мунка, француза Шарля Котте, бельгийца Альберта Баертсона. «Подражание» далось Головкову настолько хорошо, что на Мюнхенской выставке его работы по ошибке поместили не в русский, а в бельгийский зал (по другой версии в голландский). Современные критики отмечают, что работы Головкова этого периода, действительно совершенно не похожи на русскую живопись, фактически от них «веет европейским стилем».
Для организации перевозки тела художника из Берлина в Одессу, в германскую столицу отправился старший брат Головкова. Все условности он выполнил, бумаги выправил, и прибыл на российскую границу в ожидании поезда, который должен был доставить тело покойного. Но на границу по ошибке привезли гроб другого русского подданного. Брату художника пришлось возвращаться на германскую границу, чтобы разрешить возникшее недоразумение.

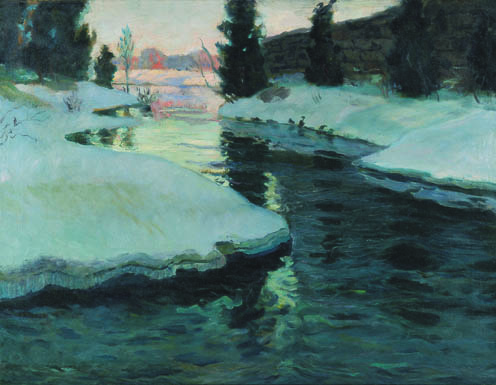
Оттепель

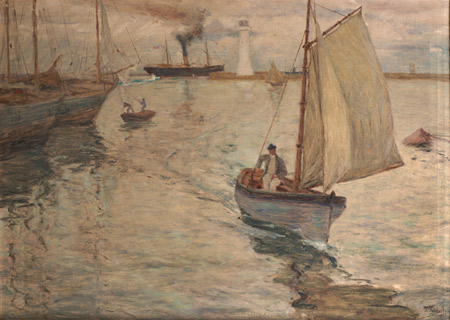
На яхте

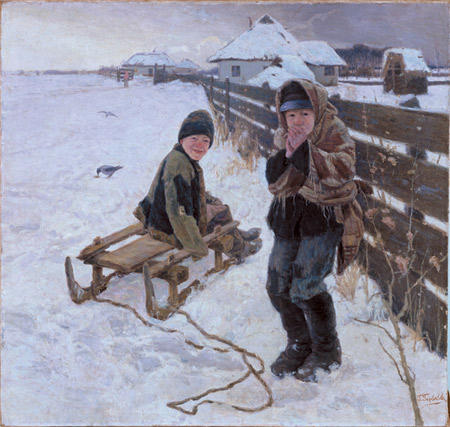
Морозный день. На санках.

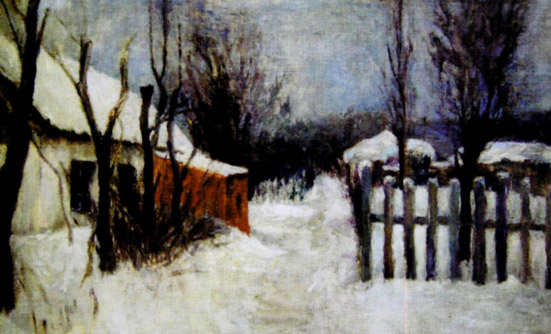
Зимний пейзаж

Член Товарищества Южнорусских художников с 1893 г.

Член Московского общества любителей художеств.

Участвовал в выставках передвижников с 1898—1907 гг.

В 1907 г. избран членом международного Союза художников и литераторов.

В 1892 году принимал участие в одесской выставке картин и этюдов в пользу пострадавшим от неурожая.

В 1893—1894 осуществляет поездки на пленэр в Крым (Судак, Ялта) и на Кавказ (Батуми).

В 1895—1990 наездами проживал в Виннице, где работал вместе с Кореневым-Новороссийским и Д. И. Кротковым (Раутенштейном), куда последний вернулся с Дальнего Востока и работал в местном реальном училище. Совместно с Вацлавом Нааке давал уроки Владимиру Крихацкому.

В 1900-м совершил поездку в Европу, принял участие в Осеннем салоне в Париже.

Исследователи отмечают вклад Головкова в развитие украинской пейзажной живописи конца XIX — начала XX столетий.

Экспонировался и имел значительный успех на международных выставках в Мюнхене и Париже — в Мюнхене в 1909 году отмечен золотой медалью.

Автор множества дружеских шаржей на «литературных четвергах» у Евгения Буковецкого.
В октябре 2014 года в Одессе на фасаде дома Головковых (улица Михайловская, 62) была установлена памятная доска. Автор рельефного изображения Г.С. Головкова — член Национального союза художников Украины, скульптор Александр Коваль, отливка — Аркадий Маршак.

## Творчество
- «Сосновый лес», 1895;
- «Морозный день. На санях», 1898;
- «Осенний пейзаж», 1900-е;
- «Утро на Малом Фонтане» (1890);
- «Прибой в Ялте» (1893);
- «Оттепель» (1899);
- «Осень на рейде» (1903).

В собрании ОХМ:
- «Окраина Петербурга. Зимний пейзаж», 1898;
- «На водопое», 1890-е;
- «Весна»;
- «Двор»;
- «Дубки»;
- «Зима»;
- «На ялике»;
- «Осенний пейзаж»;
- «Осенний этюд. Пасмурный день»;
- «Пейзаж»;
- «Пруд в парке»;
- «Ранняя весна»;
- «Сосновый лес»;
- «Этюд к картине „Ранняя весна“».